# 奥德利·哈里森
奥德利·哈里森（英語：Audley Harrison，1971年10月26日—），英国男子拳击运动员。他曾代表英国参加2000年夏季奥林匹克运动会拳击比赛，获得男子91公斤以上级金牌。